# SBA-60K2 Bulat
Pour les articles homonymes, voir Bulat.
SBA-60K2 Bulat est un véhicule de transport de troupes et un véhicule militaire de reconnaissance développé par Kamaz et Zaschita en coentreprise privée. Son développement commence en 2010 et est terminé en 2013. Il s'agit d'une évolution du véhicule BPM-97 6x6.

## Description
Le véhicule peut accueillir 8 soldats entièrement équipés et 2 membres d'équipage. Les soldats entrent et sortent du véhicule par les deux portes placées à l'arrière qui s'ouvrent vers l'extérieur, et chaque porte est équipée d'une seule fenêtre en verre pare-balles et d'un hublot de tir. Le toit du compartiment de l'équipage est équipé de 6 écoutilles et les deux côtés de la coque peuvent être équipés de trois à quatre fenêtres en verre pare-balles avec un seul port de tir sous chaque fenêtre.
Le blindage du Bulat peut résister aux tirs directs d'armes de calibre 7,62 mm. Le véhicule est doté d'une armure plaquée proéminente à angle élevé destinée à dévier les tirs d'armes légères et les éclats d'obus d'artillerie, et dispose d'une coque en V afin d'augmenter la protection contre les explosions de mines et d'EEI, le bas de la coque étant résistant aux explosions équivalentes à 1 kg de TNT. Le Bulat est également équipé de sièges anti-traumatismes.
L'équipement standard comprend la climatisation, un système d'extinction d'incendie du moteur et des supports spéciaux pour les fusils et autres armes personnelles. Il existe un certain nombre d'autres options disponibles, notamment un système de navigation terrestre par satellite, des caméras pour une connaissance de la situation à 360° et un chauffage supplémentaire.
Le véhicule peut être équipé d'une tourelle téléopérée de calibre 7,62 mm ou de 12,7 mm.

## Historique
La Russie emploie actuellement 15 véhicules reçus en 2014 et a commandé une nouvelle série de 50 véhicules de Zashcita,.

## Galerie d'images

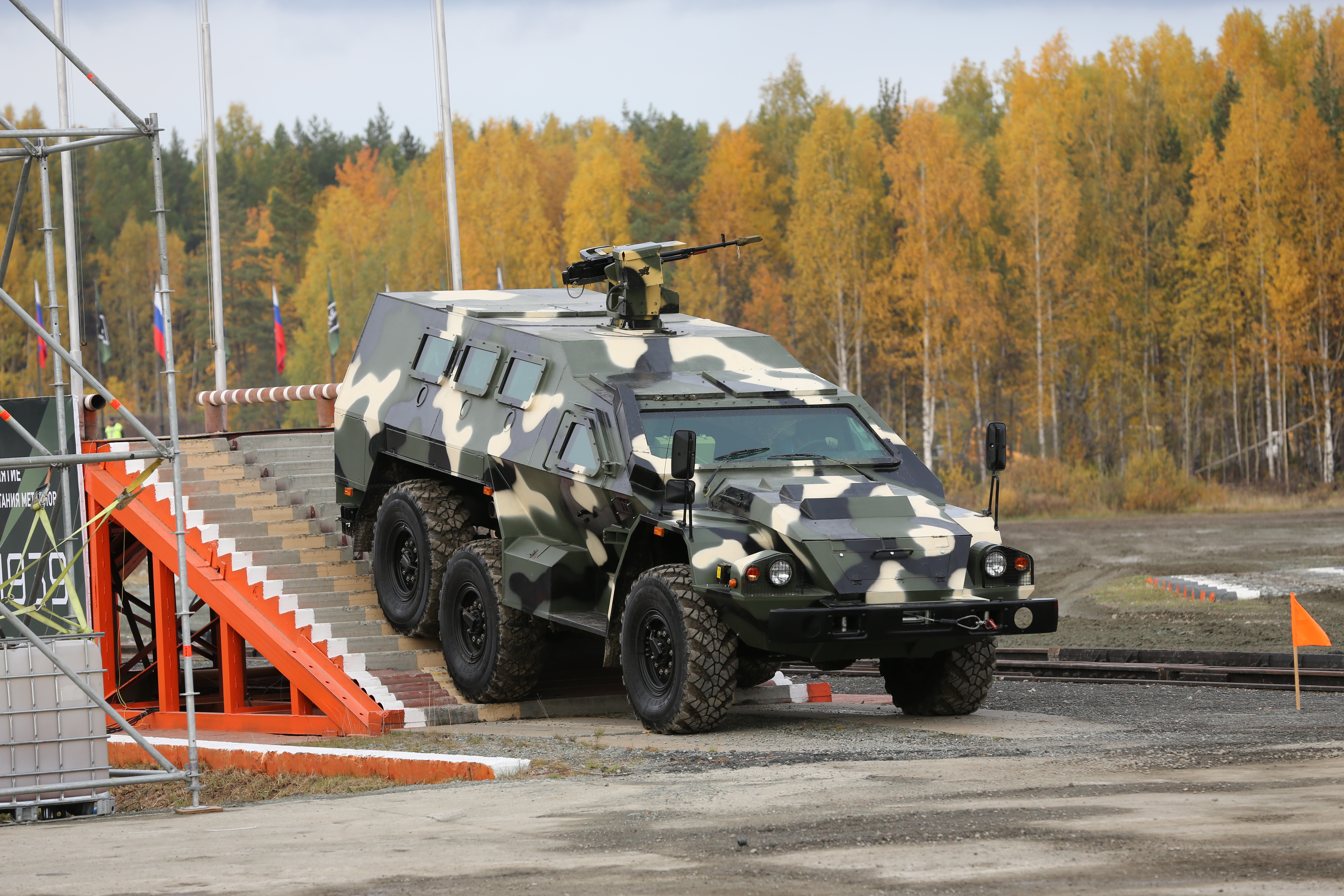
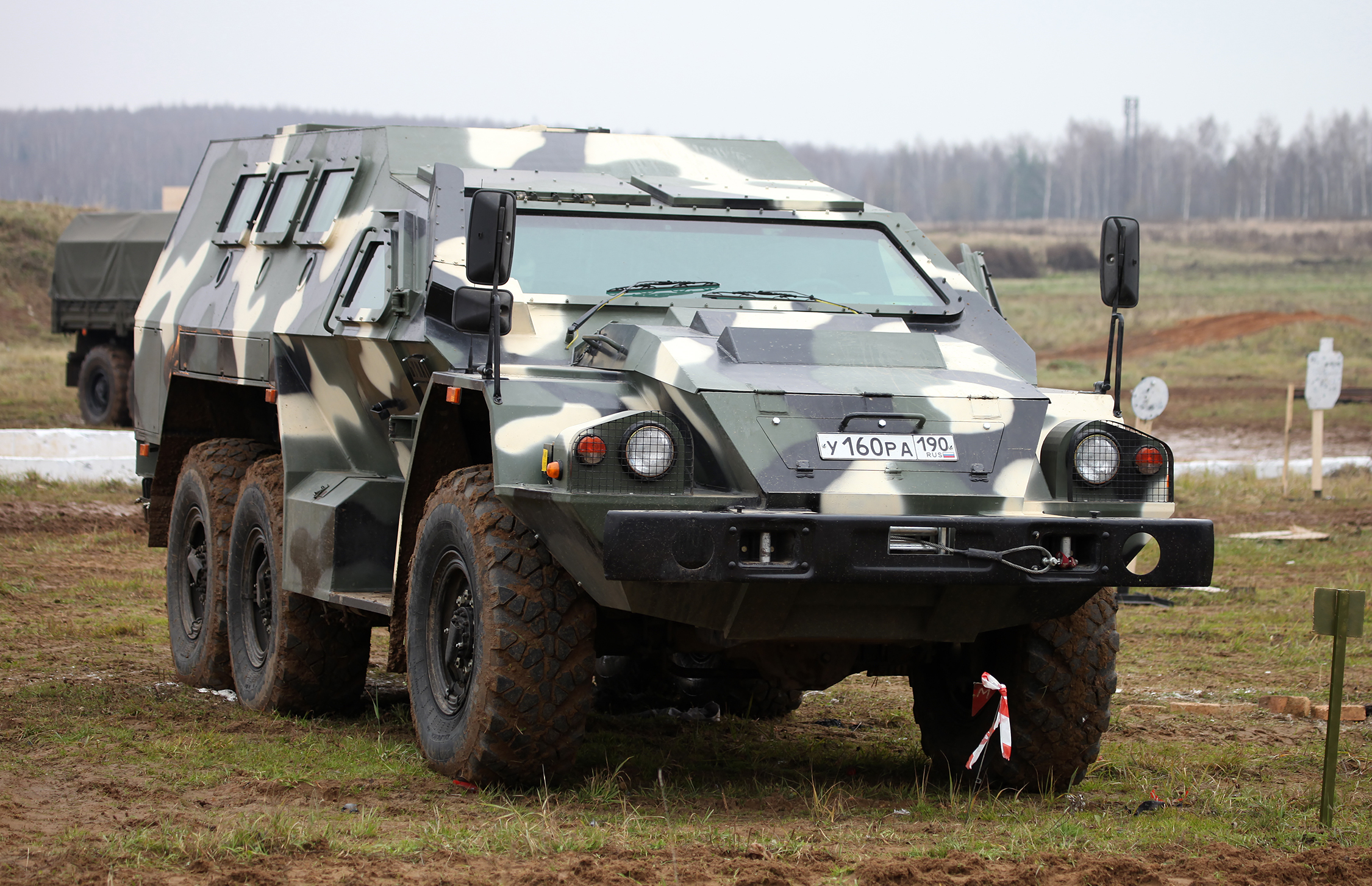
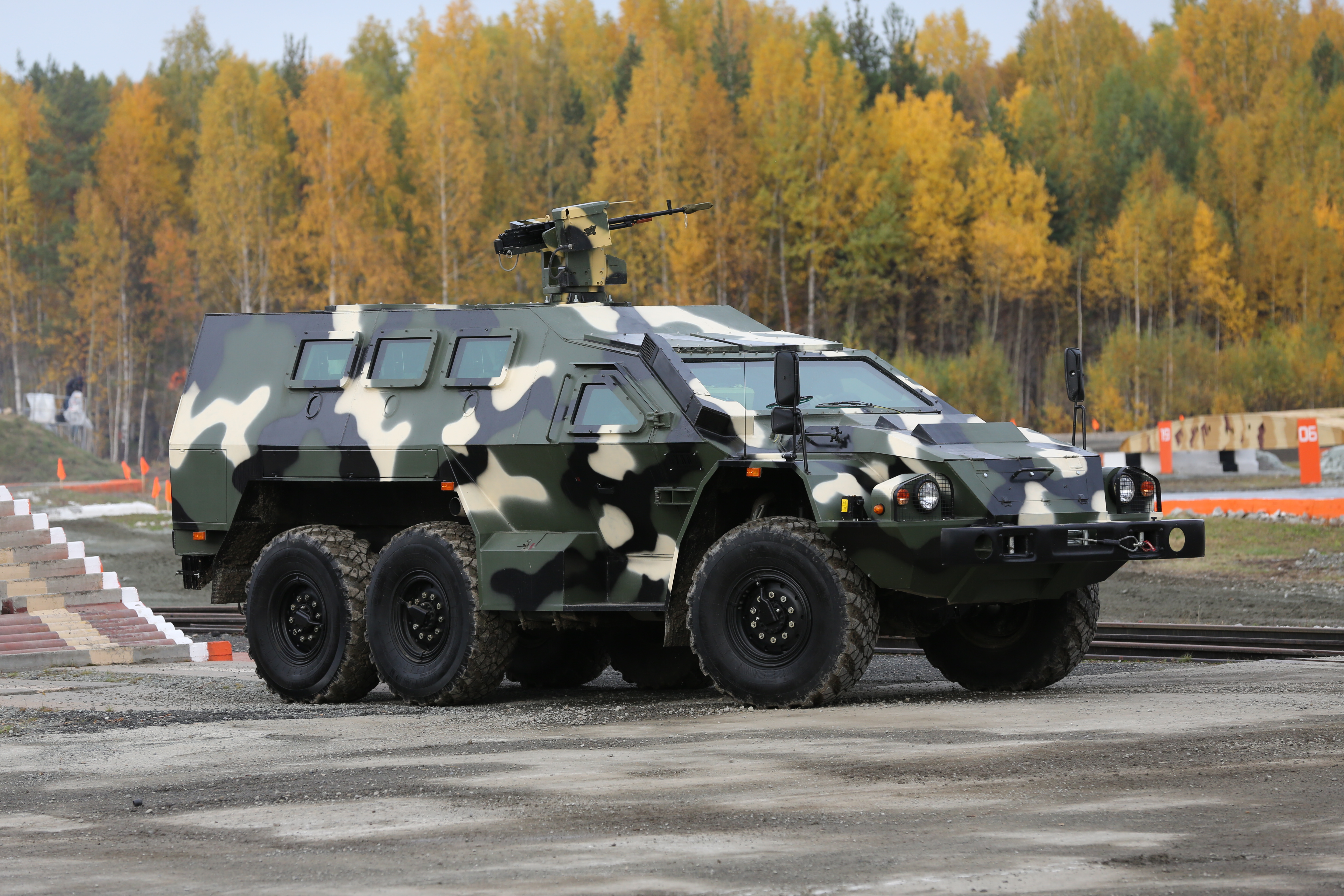
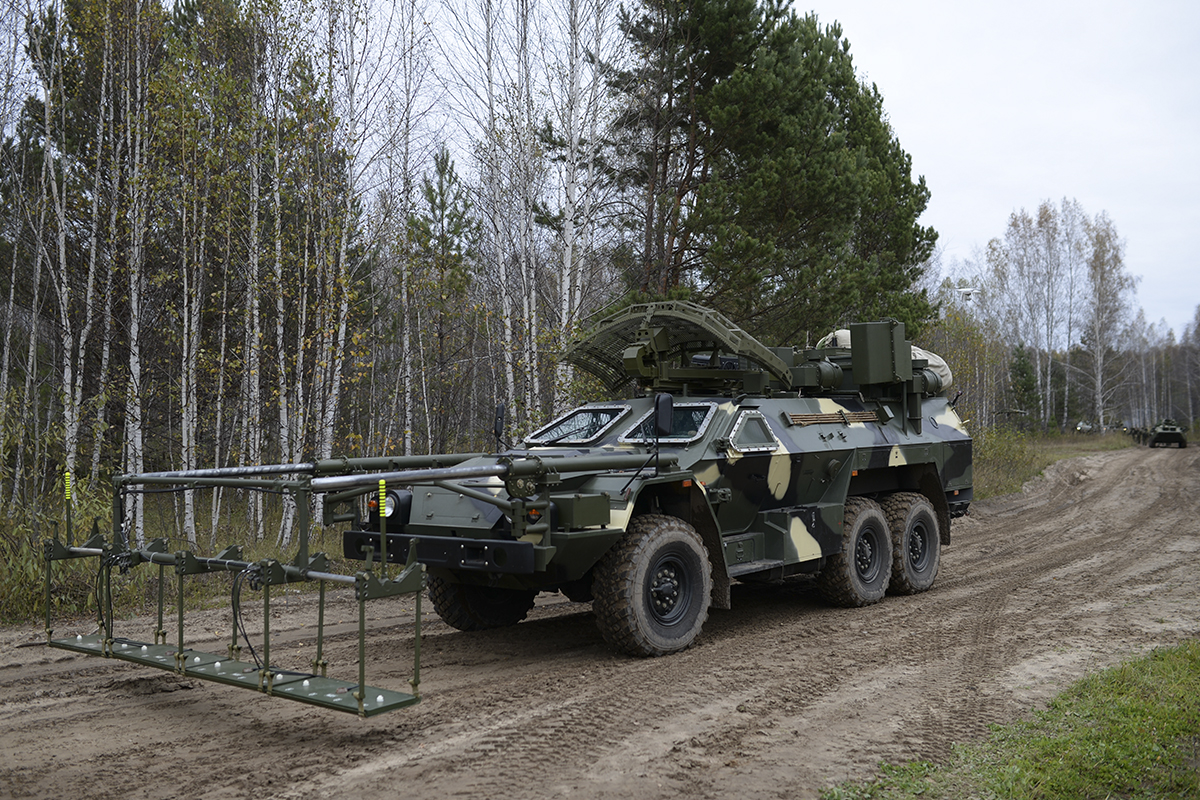
Véhicule de déminage